# Tearstained
Tearstained è il secondo album in studio del gruppo musicale gothic metal finlandese Charon, pubblicato nel 2000.

## Tracce
1. Worthless – 3:35
2. Sorrowbringer – 4:44
3. 4 Seasons Rush – 4:05
4. Christina Bleeds – 3:06
5. Deepest Scar – 4:29
6. The Drift – 2:35
7. Sin – 3:38
8. Holy – 5:01
9. Your Christ – 3:16
10. As We Die – 3:58
11. The Stone – 5:45

## Formazione
- Juha-Pekka "JP" Leppäluoto - voce
- Pasi Sipilä - chitarra
- Jasse von Hast - chitarra
- Ant Karihtala - batteria
- Teemu Hautamäki - basso